# ウラジーミル・アルチョーモフ
ウラジミール・ニコライビッチ・アルチョーモフ（ロシア語: Владимир Николаевич Артемов、1964年12月7日- ）はソビエト連邦の男子体操競技選手である。2006年に国際体操殿堂入りした。

## 略歴
1980年代後半に活躍した男子体操選手であり、競技スタイルは同時期に活躍した同じソビエト連邦のドミトリイ・ビロゼロチェフのような力強さやワレリー・リューキンのような技の豊富さに対し、精密機械のように正確な技のこなしが持ち味であった。

## 主な成績
- 1985年モントリオール世界体操選手権個人総合2位
- 1987年ロッテルダム世界体操選手権個人総合3位、種目別平行棒優勝、床運動2位
- 1988年ソウルオリンピック個人総合、種目別平行棒、鉄棒で金メダル、種目別床運動銀メダル
- 1989年シュッガルト世界体操選手権個人総合6位、種目別床運動2位、跳馬3位、平行棒優勝、鉄棒2位